# Hôtel de Blangy
L'hôtel de Blangy, ou hôtel Marcotte, est un hôtel particulier construit dans le quartier Saint-Jean à Caen au début du XVIIIe siècle et en partie détruit dans la seconde moitié du XXe siècle. La décoration intérieure de cet hôtel, notamment les chinoiseries du Grand salon, offre un bel exemple de l'architecture intérieure privée du début du XVIIIe siècle.
Les façades et les toitures font l’objet d’une inscription au titre des monuments historiques depuis le 22 août 2002.
Les deux salons du 1er étage et l'escalier font l’objet d’un classement au titre des monuments historiques depuis le 21 novembre 2003.

## Histoire
Vers 1710, Pierre François Le Viconte, baron de Blangy et seigneur de Fontaine-Étoupefour, charge Blondel[Lequel ?] de bâtir sa nouvelle demeure dans la rue de l'Engannerie à Caen. La famille Le Viconte de Blangy est  d'origine chevaleresque. Elle bénéficie des honneurs de la cour. Le fils, Pierre-Marie-Maximilien Le Viconte, et le petit-fils, Marie-Pierre-Maximilien Le Viconte, marquis de Blangy, sont les derniers à avoir reçu la charge de grand bailli de Cotentin, de 1756 à 1787 pour l'un et de 1787 à 1789 pour l'autre. Monsieur le Viconte, marquis de Blangy, a également participé, en tant que « gentilhomme possédant fief », aux États de la noblesse du bailliage de Caen convoqués en 1789 pour l'élection des députés aux États Généraux du royaume.
L'architecte érige trois bâtiments en pierre de Caen d'une superficie totale de 1 350 m2 et s'ouvrant sur un grand jardin. Les trois ailes s'organisent en U autour d'une grande cour. Le pavillon sur rue abrite une grande salle à manger, un office et deux chambres au premier étage ; sous les combles, sont aménagées cinq chambres de bonne. Une porte cochère permet d'accéder à la cour d'honneur. Sur le côté oriental de la cour, s'élève le corps de logis principal de l'hôtel. Dans le rez-de-chaussée sur cave, sont disposés les communs (offices, cuisines, réserves), alors qu'au premier étage sont aménagés les appartements privés et d'apparat. Enfin le troisième bâtiment en fond de cour abrite des chambres à l'étage et, au rez-de-chaussée, les écuries et des remises ; une fumière est aménagée dans une courette à l'arrière du bâtiment. 

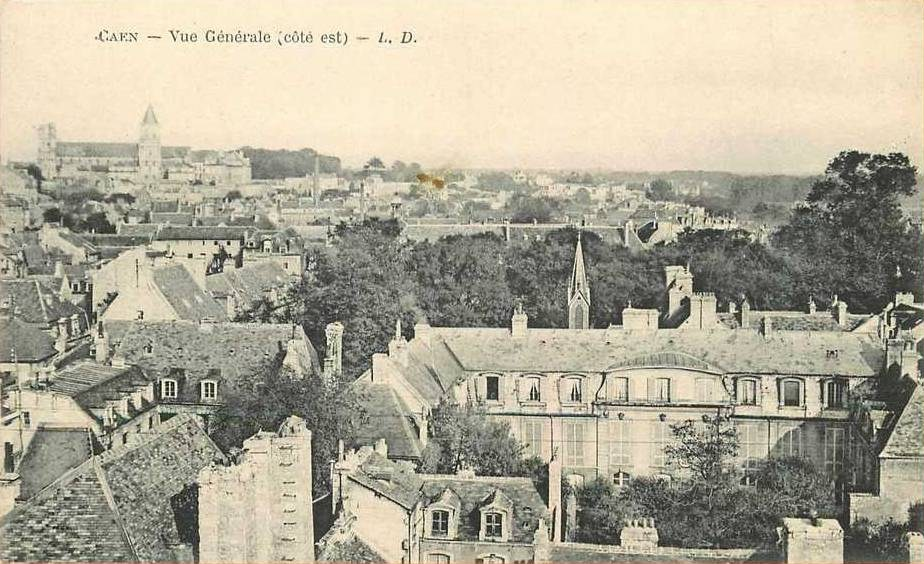
L'hôtel de Blangy au début du XXe siècle

L'hôtel reste dans la famille de Blangy jusqu'en 1816, date à laquelle il est vendu à madame Labbey de la Roque. Ses héritiers cède la demeure en 1858 à monsieur Legoux-Longpré, premier époux de madame Marcotte ; l'hôtel, habité par l'architecte départemental Léon Florentin Marcotte, prend alors le nom d'hôtel Marcotte. Il est pendant un temps le siège social de la société d'encouragement pour l'amélioration du cheval français demi-sang.
Enfin l'hôtel de Blangy est acheté en 1908 par le bureau de bienfaisance de la ville de Caen (actuel centre communal d'action sociale) qui est toujours propriétaire des lieux. Un dispensaire, une crèche et un aérium sont aménagés à l'intérieur de l'hôtel. 
Pendant la bataille de Caen en 1944, l'hôtel est bombardé et sérieusement endommagé, mais reste l'un des rares bâtiments du quartier Saint-Jean à ne pas avoir été entièrement détruit. En 1958, l'aile sur rue est détruite et une maison de retraite (le foyer-résidence Victor Priout) est construite à son emplacement. En 1970, le bâtiment en fond de cour est également démoli pour édifier une nouvelle aile abritant une annexe du foyer et des services administratifs du CCAS.

## Architecture

### La façade
La façade du corps de logis principal est divisée en trois travées percées chacune de trois baies et s'élevant sur trois niveaux. La travée centrale, légèrement plus haute que les travées latérales, est encadrée par des pilastres en bossage plat sur lesquels repose une corniche dont les supports sont sculptés. Au dernier niveau, le fronton est couronné d'un arc très faiblement cintré, souligné par une corniche dont les bases sont constituées de volutes gravées à chaque angle. Au rez-de-chaussée, toutes les baies, en arc surbaissé, sont couronnées d'une clé de style rocaille, alors qu'à l'étage noble seules les trois ouvertures centrales sont traitées de cette manière ; les baies des travées latérales du premier étage sont simplement rectangulaires. L'attique est composé d'une toiture à la Mansart ; les travées latérales sont percées de lucarnes. Une corniche sculptée sépare chaque niveau des travées latérales. 
L'ordonnancement symétrique de cette façade est représentatif de la construction civile urbaine à l'époque classique. Les façades et les toitures ont donc été inscrites à l'inventaire supplémentaire des monuments historiques par arrêté du 29 août 2002.
Avec la démolition des deux ailes en retour dans la deuxième moitié du XXe siècle, la cour d'honneur a cependant perdu son unité. Le foyer pour personnes âgées a été construit dans un style caractéristique des immeubles de la Reconstruction, sans tentative de raccord esthétique avec le corps de logis principal ; seul le passage permettant l'accès à la cour en voiture rappelle la porte cochère qui existait auparavant. En revanche, l'architecte du nouveau bâtiment en fond de cour, construit dans les années 1970, s'est davantage inspiré du style originel de l'hôtel en scandant la toiture de lucarnes de style classique.

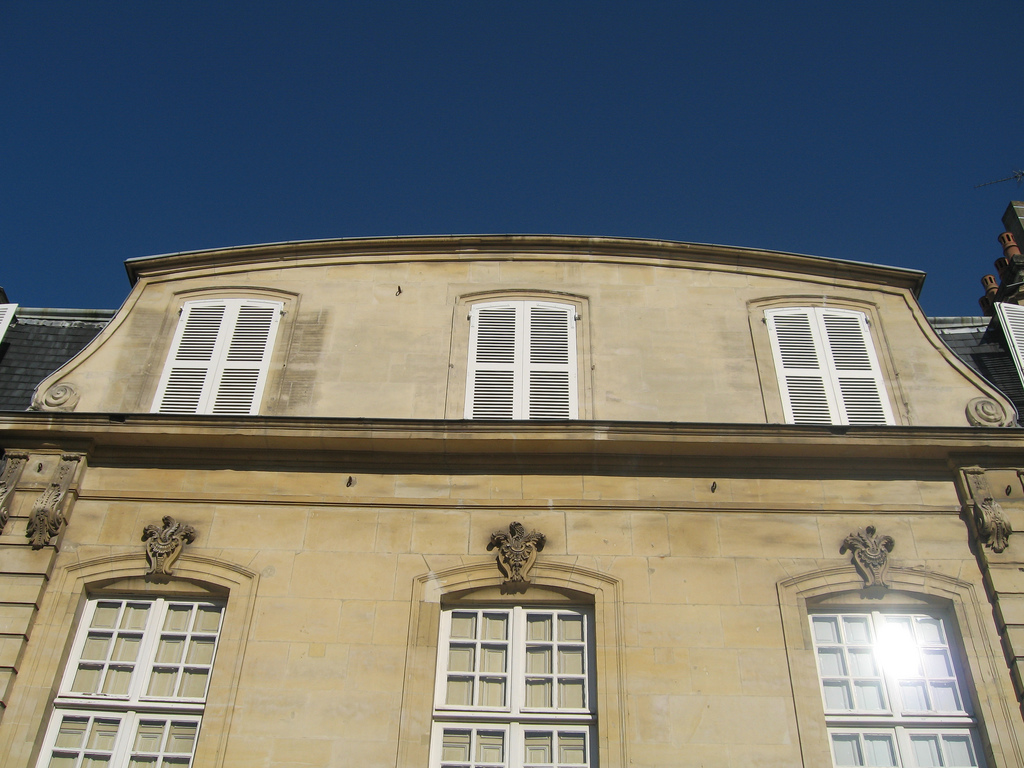
Le fronton de la façade principale
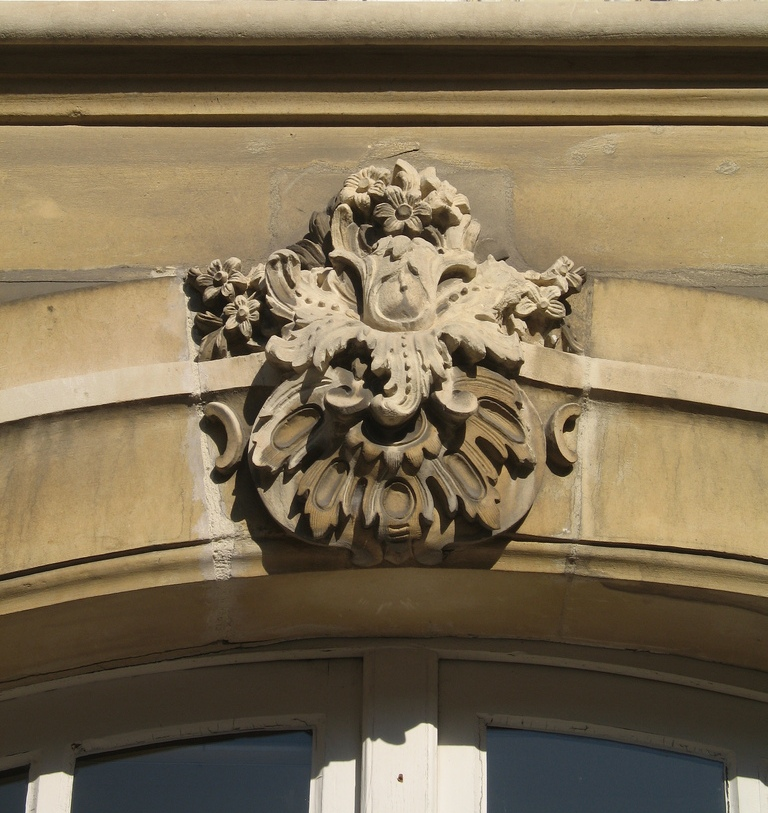
Clé de la baie centrale du rez-de-chaussée

### Les salons

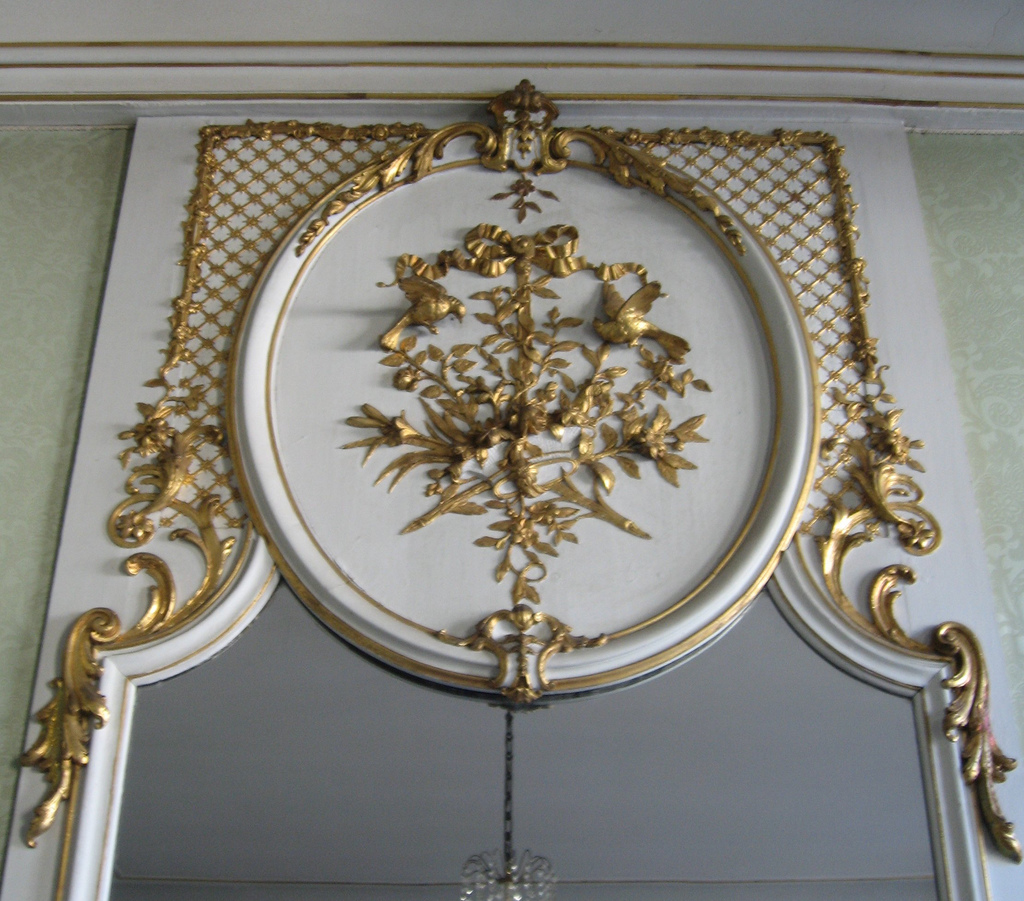
Panneau du salon

L'intérêt principal de l'hôtel de Blangy réside dans la décoration intérieure des deux salons du premier étage. On y accède par le grand escalier dont le garde-corps rampant en fer forgé est orné de motifs isolés portant des F croisés en référence à Pierre François de Blangy. 
La première pièce est agrémentée de panneaux à ornement, tantôt en rectangles au-dessus des portes, tantôt en ovales verticaux au-dessus des miroirs. Les motifs en relief des panneaux représentent des instruments de musique mêlés à des branchages dans les rectangles et des corbeilles de fleurs sur lesquelles viennent se poser des oiseaux dans les médaillons.
La deuxième pièce, le Grand salon, offre un bel exemple de l'architecture intérieure du début du XVIIIe siècle. Comme dans le salon précédent, les couronnements de glaces sont ornés de panneaux en médaillon dont les motifs représentent cette fois-ci des instruments de musique. Au-dessus des quatre portes à deux vantaux, des compositions allégoriques peintes par Charles-Joseph Natoire représentent l'Histoire, la Poésie, la Peinture et la Sculpture. Le couronnement du trumeau de la haute glace fixée entre les deux fenêtres sur cour est orné d'une toile représentant un vase d'orfèvrerie débordant de fleurs, peinte par Jean-Baptiste Monnoyer ou Jean-Baptiste Belin de Fontenay.
Mais ce sont surtout les chinoiseries ornant ce salon qui confèrent tout son attrait à cette pièce. Ces peintures de facture française, mais s'inspirant des traditions picturales chinoises étaient très en vogue à la fin du XVIIe siècle et au début du XVIIIe siècle. Les paysages s'inspirent des shanshui, mais les personnages, par leurs physionomies, leurs costumes et leurs coiffures, sont typiquement français. Ils semblent être empruntés parfois à des compositions d'Antoine Watteau. D'un panneau à l'autre, la composition générale offre des similitudes : un sentier est tracé au milieu des rochers inscrits en relief ; de chaque côté de ce chemin, des pavillons ajourés et des bouquets d'arbres en relief également vont en diminuant avec la hauteur offrant ainsi une perspective à plat. 
Ces six panneaux ont probablement été réalisés à Paris par les ateliers des frères Martin. Ils ont été exécutés en six étapes :
1. un lambris était encollé et enduit d'une préparation de couleur brique,
2. les sujets étaient ensuite esquissés sur cette base,
3. certaines parties (les rochers, les arbres) étaient alors badigeonnées de pâte à papier pour créer un relief qui s'amincissait au fur et à mesure que l'on montait afin de souligner l'effet de perspective,
4. une partie du fond était par la suite dorée,
5. des peintures venaient se superposer à ces dorures,
6. un vernis gras et souple, le vernis Martin, était appliqué dans un dernier temps pour donner à l'ensemble l'apparence d'une laque chinoise.

Ces œuvres ont été restaurées en 1970. Ces restaurations maladroites ont été reprises en 2000 et complétées en 2002. 
Le décor (lambris, peintures) des deux salons du premier étage a été classé à titre d'objet le 3 août 1919. Ce classement a été abrogé et remplacé par un arrêté du 21 novembre 2003 qui classe les deux salons du premier étage avec leur décor, ainsi que l'escalier avec sa cage.